# آماکاسا کاگه‌موچی
آماکاسا کاگه‌موچی ((به ژاپنی: 甘糟 景持 Amakasu Kagemochi); ۱ ژانویهٔ ۱۵۰۱ – ۱ ژانویهٔ ۱۶۰۴) سامورایی در دوره سنگوکو ملازم خاندان اوئه‌سوگی اهل ژاپن بود. او یکی از فرماندهان قلعه ماسوگاتا بود.